# 渡辺敬昌
渡辺 敬昌（渡邊、わたなべ たかまさ、1855年4月7日（安政2年3月3日） - 1918年（大正7年）10月15日）は、日本の政治家、衆議院議員（1期）。

## 経歴
肥後国上益城郡（現・熊本県上益城郡甲佐町）出身。皇漢学、武術を修める。私塾盈進学舎を開き、郷里の子弟に文武の教育を授ける。また、農業と酒造業を営み、上益城郡勧業委員、熊本県会議員、上益城郡会議員、郡及び県農会議員、郡教育会副会長、郡農会副会長、大日本農会議員、帝国農会議員となる。農事改良、果樹栽培、蚕業、製糸、製紙等多方面にわたり、地方産業の開発に力を尽くした。
1904年の第9回衆議院議員総選挙において熊本県郡部から帝国党公認で立候補して当選した。大同倶楽部に入り、衆議院議員を1期務め、1908年の第10回衆議院議員総選挙は不出馬。1918年に死去した。

## 親族
- 兄 渡辺敬生（衆議院議員）[5]